# Melaleuca aspalathoides
Melaleuca aspalathoides är en myrtenväxtart som beskrevs av Johannes Conrad Schauer. Melaleuca aspalathoides ingår i släktet Melaleuca och familjen myrtenväxter.
Artens utbredningsområde är Western Australia. Inga underarter finns listade i Catalogue of Life.